# Cour-Saint-Maurice
Cour-Saint-Maurice település Franciaországban, Doubs megyében. Lakosainak száma 148 fő (2022. január 1.). Cour-Saint-Maurice Orgeans-Blanchefontaine, Vaucluse, Vauclusotte, Belleherbe és Battenans-Varin községekkel határos.

## Népesség
A település népességének változása:
| Lakosok száma | 203  | 175  | 155  | 177  | 167  | 161  | 156  | 148  | 148  | 148  |
|               | 1968 | 1982 | 1990 | 2006 | 2013 | 2015 | 2017 | 2019 | 2020 | 2022 |